# Sven Emil Hagberg
Sven Emil Hagberg, född 5 juni 1846 i Burseryds socken, död 9 november 1927 i Rogberga socken, var en svensk präst.
Sven Emil Hagberg var son till kyrkoherden Sven Jonsson Hagberg. Han avlade mogenhetsexamen i Växjö 1871, studerade teologi vid Lunds universitet 1872–1877 och flyttade därefter till Uppsala, där han avlade teoretisk och praktisk teologisk examen 1879 och prästvigdes samma år. Hagberg utnämndes 1883 till komminister i Kävsjö församling, blev 1894 kyrkoherde i Sandseryds socken och 1907 i Rogberga socken. Han kom tidigt i kontakt med den fria evangeliska rörelsen och blev ordförande i den kommitté, som 1900 bildades för Svenska Alliansmissionen, en befattning han innehade till denna 1919 sammanslogs med Jönköpings Missionsförening. Sven Emil Hagberg är begravd på Rogberga kyrkogård.